# 傅國英
傅國英（?—?），福建省泉州府南安縣人，清朝政治人物、進士出身。
光緒十八年（1892年），参加光緒壬辰科殿試，登進士二甲65名。同年五月，著交吏部掣签分发各省，以知县即用